# 한국신문협회

## 창립
1957년 6월 29일 전국 일간신문 대표 36명이 모여 ‘한국일간신문발행인협회’를 창립하였다. 이후 1962년 10월 13일 ‘한국신문발행인협회’, 1966년 10월 13일 ‘한국신문협회’로 각각 명칭을 바꾸었다.

## 설립목적
‘언론의 건전한 발전 및 신문 윤리 고양과 일간신문·통신사 공동의 이익을 옹호하고 언론의 공익적 기능을 증대시키는 데 기여함’을 목적으로 하고 있다.

## 주요 사업
① 기획사업
• 각종 조사연구사업(신문 산업 발전전략, 판매광고 선진화 방안 등)
• 신문발전연구소(신문경영 전반의 미래정책 연구와 중장기 전략 수립)

② 신문광고 디지털 전송시스템 사업
• 광고데이터 디지털화, 처리과정 자동화
• 신속, 정확, 안정적인 광고전송 환경 조성
• 광고파일의 인쇄 적합유무 검사, 전송 업무
• 신문광고 제작표준 연구, 컬러 표준값 연구

③ 신문활용교육(NIE) 사업
• NIE 한국위원회 운영
• 신문활용교육 캠페인(패스포트 공모전)
• 진로탐색 프로그램(신문사 기자의 학교 방문 강의)

④ 홍보사업
• 연구총서 시리즈 발행
• 정보 보고서 발간
• 격주간 협회보 발행
• 웹 사이트 운영
• 신문바로알기 캠페인 전개
• 신문 박람회(신문홍보, 읽기문화, 진로탐색)
• 신문 홍보 활동(표어 공모/ 신문 홍보 광고제작)

⑤ 대외 협력증진 사업
• 세계신문협회(WAN) 총회 대표단 파견
• 각종 국제회의 및 심포지엄 유치·지원
• 남북 언론 교류
• 해외신문협회와의 교류 세미나 및 제휴

⑥ 후원 및 교육사업
• 언론단체 지원(한국어문기자협회 등)
• 회원사 직무수행능력 향상 교육

## 연혁
<신문협회의 탄생>
한국 근대 신문의 뿌리는 독립신문이다. ‘신문의 날’ 4월 7일은 1896년 서재필 선생이 ‘독립신문’을 창간한 날이다. 1959년 한국신문협회 등 국내 언론계는 이를 기려 그날을 ‘신문의 날’로 정했다. 일제의 국권침탈과 그에 대한 저항, 해방과 한국전쟁, 산업화와 민주화 등 격랑의 근현대사를 거쳐 오는 동안 당대의 증인이며, 주역으로서의 역할을 담당해온 신문의 정체성을 강조하기 위한 기념일 지정이었다. 
이에 앞서 1957년 6월 국내 일간신문의 발행인들은 ‘한국일간신문발행인협회’를 설립했다. ‘한국신문협회’의 전신이었다.

<1950년대 좌우대립과 경영난 타개>
1950년대 전후 복구가 진행되면서 정보에 대한 갈증이 커졌다. 자유당 정권의 부패를 척결하고 민주주의를 수호해야 한다는 열망도 높았던 시기였다. 1957년 6월 신문협회 창립 당시 전국의 일간 신문사는 이미 43개사였다. 협회 출범 후 가장 먼저 이뤄낸 일은 ‘한국신문방송편집인협회’ ‘한국통신협회’ 등 언론 제 단체와 함께 ‘신문윤리위원회’를 창설한 것이었다. 신문협회는 이밖에 언론인의 자질 향상, 언론종사자 처우 개선, 사이비 기자 근절대책 등의 사업을 벌였다.

<1960년대 민주당 정권-군사정권-제3공화국 시기>
1960년대는 ‘군사정권의 언론 통제’로 기록되는 시기다. 5·16 쿠데타 일주일 후 발표된 언론통폐합으로 전국 일간지의 65%가 없어졌다. 1966년 기술의 진보와 함께 컬러신문이 첫선을 보였다. 신문협회는 1966년 편집, 업무, 공무, 관리 등 4개 부문의 ‘한국신문상’을 제정했다.

<1970년대 유신치하의 언론>
70년대 유신 치하에서 언론은 극심한 통제에 시달린다. 기자들은 자유언론실천운동을 펼쳤고, 정권은 전대미문의 광고탄압, 기자 집단해고, 투옥으로 맞섰다.
1971년 취리히에서 열린 국제신문발행인협회(FIEJ) 총회에서 신문협회가 만장일치로 회원에 가입되었다. 선진 해외 언론계와의 교류는 한국 언론의 발전을 도모하고, 한국 언론의 실태를 세계에 알리는 역할을 했다.

<1980년대 언론통폐합과 언론기본법 제정>
80년대 신군부는 언론 통폐합과 집단 해직의 칼을 또 빼들었다. 언론기본법과 보도지침이 국민의 입과 귀를 틀어막았다. 이러한 일련의 사태는 유신시대의 종말을 재촉했으며, 1987년 6월 드디어 민주화가 성취됐다. 신문협회는 1985년 ‘신문협회보’를 타블로이드 8면으로 창간하고, 신문협회 주최로 국제신문발행인협회(FIEJ) 이사회를 서울에서 개최했다. 이 해에는 신문활용교육(NIE)을 활성화하기 위해 해외 각국 사례를 국내에 최초로 소개하기도 하였다. 1989년 4월 7일 서대문 현저공원에 서재필 박사 동상 제막식을 갖고, 8월 31일에는 서재필 선생의 잔여 유품 346점을 미국에서 인수하였다.

<1990년대~2000년대 자율경쟁과 기자실 폐쇄>
90년대는 ‘많이 찍는’ 부수 경쟁, ‘두껍게 찍는’ 증면 경쟁이 폭발적으로 펼쳐졌다, 컴퓨터로 신문을 제작하면서 납 활자는 퇴장했다. 1994년 신문협회는 독립신문의 초대발행인 서재필 선생의 유해를 국내 봉환해 국립묘지에 안장했다. 2000년대 초 무료신문이 등장했다. 무한경쟁의 시대였다. 신문협회는 ‘신문공정경쟁위원회’를 발족하는 등 불공정, 과당 경쟁으로 인한 폐해를 막기 위한 자정노력을 기울였다. 
디지털화와 함께 인터넷 포털이 급속히 뉴스 시장에 진입했고, 신문이 애써 생산한 뉴스콘텐츠의 저작권료 문제와 뉴스의 가십화, 파편화, 황색화 등 저널리즘 가치의 훼손이 언론계 핵심주제로 떠올랐다. 
이즈음 정부는 언론개혁의 간판 아래 언론의 위신을 훼손하고 국민과 언론을 갈라놓으려는 시도가 있었다. 언론을 대상으로 한 정부의 소송이 난무했으며 급기야 정부부처 기자실이 폐쇄되기까지 했다.
2005년 신문협회는 세계의 1천 500여 언론인이 참석한 가운데 ‘제58차 세계신문협회 서울총회’를 주최했다. 협회는 언론 제 단체와 함께 2014년 ‘재난보도준칙’을, 2016년 ‘선거여론조사보도준칙’을 제정했다.

<지금 펼치고 있는 활동>
예나 지금이나 신문협회의 가장 큰 관심사는 언론자유다. 신문협회의 성명이나 의견의 대부분은 언론자유와 관련한 것이다. 신문협회는 국제 교류와 연대에도 힘쓰고 있다. 1971년부터 국제신문발행인협회(현 세계신문협회)에 가입한 이후 매년 총회에 대표단을 파견하는 등 세계 각국의 신문 발행인들과의 교류를 전개해 오고 있다.
신문협회는 30여 년 전인 1985년 NIE, 즉 신문활용교육을 국내에 처음 소개한데 이어 ‘읽기문화 축제’ 등 신문 읽기를 활성화하는 다양한 사업을 펼치고 있다. 2014년 8월 ‘신문발전연구소’를 개소하여 신문 산업 발전 등 회원사 공동이익 창출과 회원사 및 협회의 당면 현안 정책 대응에 주력하고 있다. 신문법제 및 정책 등의 연구를 비롯하여 ‘국내외 미디어동향’ 배포 및 ‘신문 산업 정책과제 안내서’를 발간하고 있다. 최근 질 낮은 유사언론, 나아가 가짜뉴스로 인해 저널리즘 시장이 혼탁해졌다. 신문협회는 언론의 대표단체로서 책임감을 가지고 저널리즘 복원에 앞장서고 있다.

## 회원사
- 한국신문협회는 전국의 일간신문 및 뉴스통신사 가운데 소정의 심사절차를 통과한 51개 신문사, 2개 뉴스통신사가 회원사로 가입돼 있다. 산하 기구로는 경영지원협의회·광고협의회·기술협의회·기조협의회·출판협의회·판매협의회 등 6개 협의회가 있다.

• [회원사 현황 (총 53개사)]  
◦ 중앙지 (27개사): 경향신문, 국민일보, 내일신문, 대한경제, 동아일보, 매일경제, 머니투데이, 문화일보, 브릿지경제, 서울경제, 서울신문, 세계일보, 스포츠서울, 스포츠조선, 아시아경제, 아주경제, 이데일리, 전자신문, 조선일보, 중앙일보, 코리아타임즈, 한겨레, 한국경제, 한국일보, 헤럴드경제, 뉴스1, 연합뉴스  
◦ 지방지 (26개사): 강원도민일보, 강원일보, 경기일보, 경남신문, 경남일보, 경북매일, 경북도민일보, 경북일보, 경상일보, 경인일보, 광주일보, 국제신문, 대구일보, 대전일보, 매일신문, 부산일보, 영남일보, 울산매일, 전라일보, 전북일보, 전북도민일보, 중도일보, 제주신보, 중부매일, 중부일보, 충청투데이, 한라일보